# Illa de Woewodski
Woewodski és una illa de l'arxipèlag Alexander, al sud-est d'Alaska, Estats Units. Està separada de l'illa de Kupreanof, a l'oest, pel canal de Duncan, i de l'illa de Mitkof, a l'est, pels Wrangell Narrows. Porta el nom del capità tinent Stepan Voievodski, que va ser director en cap de les colònies russos-americanes des de 1854 fins a 1859. El nom apareix per primera vegada en una carta del Departament Hidrogràfic de Rússia de 1848 com "O(strov)va Voyevodskago". Abans, el 1838, G. Lindenberg va anomenar part de l'illa "Medvezhiy" (en català:de l'ós). El primer europeu que va albirar l'illa va ser James Johnstone, un dels oficials de George Vancouver durant la seva expedició de 1791-95, el 1793. Va circumnavegar-la, demostrant la seva naturalesa insular.